# 増成隆士
増成隆士（ますなり　たかし、1942年10月4日-　2022年1月9日）は、美学者、筑波大学名誉教授。

## 人物・来歴
青森県八戸市生まれ。東京大学文学部美学科卒業、同大学院博士課程中退、ミュンヘン大学で美学・哲学を学ぶ。東大文学部助手、筑波大学助教授。83年『思考の死角を視る-マグリットのモチーフによる変奏』でサントリー学芸賞受賞。のち教授、2006年定年退任、名誉教授。2022年1月9日没。叙正四位、瑞宝中綬章追贈。

## 著書
- 『理解の理解 ことばの世界』開拓社言語文化叢書　1980
- 『思考の死角を視る マグリットのモチーフによる変奏』勁草書房 1983
- 『現代の人間観と世界観 新訂』放送大学 1992
- 『感性の窓を開けて』みすず書房 1997
- 『現代の人間観と世界観 21世紀のために、基本から考えたいひとのために』東海大学出版会 1997

### 共編著
- 『記号学入門』塚本明子共著 放送大学 1993
- 『美味学』(21世紀の調理学）川端晶子共編著 建帛社 1997

### 翻訳
- レイナー・バンハム『第一機械時代の理論とデザイン』石原達二共訳 鹿島出版会 1976

## 論文
- 増成隆士